# Publius Cornelius Dolabella (consul en -35)
Publius Cornelius Dolabella est un sénateur romain de la fin de la République romaine, consul suffect en 35 av. J.-C.

## Famille
Il est probablement le fils de Publius Cornelius Dolabella, qui est préteur en 69 av. J.-C. puis proconsul d'Asie vers 68 av. J.-C.
Il épouse peut-être une Quinctilia, sœur de Publius Quinctilius Varus, et que leur fils est Publius Cornelius Dolabella, consul en l'an 10 apr. J.-C.

## Biographie
Sa carrière est largement inconnue. Il a peut-être été un triumvir monetalis en Sicile au début de sa carrière. Il est nommé consul suffect en 35 av. J.-C. pour remplacer Sextus Pompeius, sans que l'on sache s'il est partisan d'Octavien ou d'Antoine. Il est peut-être le Dolabella qui accompagne Auguste en Gaule vers 16-13 av. J.-C.